# Fousseni Diawara
Fousseni Diawara (francès: Fousséni Diawara)  (18è districte de París, 28 d'agost de 1980) és un exfutbolista malià de la dècada de 2000.
Fou internacional amb la selecció de futbol de Mali. Pel que fa a clubs, destacà a AS Saint-Étienne i Panionios F.C..
El 2016 fou nomenat entrenador de la selecció de Mali U-23.